# 日経メディアプロモーション
日経メディアプロモーション株式会社（英：Nikkei Media Promotions,Inc.）は、東京都 千代田区内にある企業。日本経済新聞社の子会社。

## 概要
本社・本部
- 東京本社：〒101-0047 東京都千代田区内神田1-6-10
- 関西本部：〒541-0041 大阪市中央区北浜2-2-22
- 中部本部：〒460-0008 名古屋市中区栄4-16-33 日本経済新聞社名古屋支社内
- 九州本部：〒812-8666 福岡市博多区博多駅東2-16-1 日本経済新聞社西部支社内

営業所
- 札幌営業所
- 仙台営業所
- 新潟営業所
- 京滋営業所
- 金沢営業所
- 岡山営業所
- 広島営業所

## 沿革
- 1962年7月 - 日本経済新聞社の販売促進部門として、日経セールスセンターを設立
- 1983年3月 - 日経総合販売を設立 日経セールスセンターから新聞、出版物及び情報、商品の販売業務を継承
- 1984年4月 - 日経総合販売より新聞の販売促進部門を分離独立させ、日経プレス販売を設立
- 1988年3月 - 日経販売開発を設立し、日経プレス販売と2社体制に
- 1996年4月 - 両社を合併し、新会社の日経販売開発を設立
- 2009年9月 - 日経大阪販売開発、日経名古屋販売開発、日経西部販売開発を統合。日経メディアプロモーション株式会社を設立
- 2021年1月 - 日経西部ピーアールを吸収合併